# Open 13 2002
Open 13 2002 — тенісний турнір, що проходив на кортах з твердим покриттям у місті Марсель, Франція з 11 лютого . Належав до категорії ATP International Series.

## Фінальна частина

### Одиночний розряд
Томас Енквіст —  Ніколя Ескюде 6–7(4–7), 6–3, 6–1

### Парний розряд
Арно Клеман /  Ніколя Ескюде —  Жюльєн Бутте /  Максим Мирний 6–4, 6–3